# Äsprillasjön
Äsprillasjön är en sjö i Vetlanda kommun i Småland och ingår i Emåns huvudavrinningsområde. Sjön är 6,2 meter djup, har en yta på 0,104 kvadratkilometer och befinner sig 236 meter över havet.

## Delavrinningsområde
Äsprillasjön ingår i det delavrinningsområde (636121-144612) som SMHI kallar för Ovan Gröpplebäcken. Medelhöjden är 232 meter över havet och ytan är 34,49 kvadratkilometer. Räknas de 11 delavrinningsområdena uppströms in blir den ackumulerade arean 190,97 kvadratkilometer. Emån som avvattnar avrinningsområdet har biflödesordning 2, vilket innebär att vattnet flödar genom totalt 2 vattendrag innan det når havet efter 187 kilometer. Delavrinningsområdet består mestadels av skog (57 %), öppen mark (11 %) och jordbruk (20 %). Avrinningsområdet har 0,16 kvadratkilometer vattenytor vilket ger det en sjöprocent på 0,5 %. Bebyggelsen i området täcker en yta av 1,75 kvadratkilometer eller 5 % av avrinningsområdet.